# El jugador (pel·lícula de 2011)
El jugador (originalment en anglès, Touchback) és una pel·lícula d'esports estatunidenca del 2011 escrita i dirigida per Don Handfield i protagonitzada per Brian Presley, Melanie Lynskey i Kurt Russell. Les crítiques van ser mixtes. S'ha doblat i subtitulat al català.

## Repartiment
- Brian Presley com a Scott Murphy
- Melanie Lynskey com a Macy
- Kurt Russell com a entrenador Hand
- Marc Blucas com a Hall
- Christine Lahti com a Thelma
- Sarah Wright com a Jenny
- Drew Powell com a Dwight Pearson
- Steve Turner com a Gig Bird
- Kevin Covais com a Todd White
- James Duval com a Rodriguez
- Sianoa Smit-McPhee com a Sasha
- Scott Zokoe com a Corn Carrier
- David Scott Diaz com a jugador del Coldwater 64/estudiant